# Gisekia
Gisekia L., 1771 è un genere di piante angiosperme dell'ordine Caryophyllales, unico genere della famiglia Gisekiaceae Nakai, 1942.

## Distribuzione e habitat
Il genere è diffuso in Africa, nel subcontinente indiano e in Indocina.

## Tassonomia
Il genere comprende le seguenti specie:
- Gisekia africana (Lour.) Kuntze
- Gisekia diffusa M.G.Gilbert
- Gisekia haudica M.G.Gilbert
- Gisekia paniculata Hauman
- Gisekia pharnaceoides L.
- Gisekia polylopha M.G.Gilbert
- Gisekia scabridula M.G.Gilbert